# 브링크 스티븐스

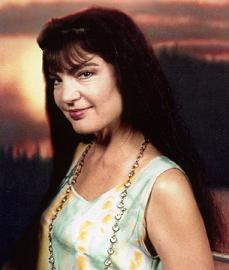

브링크 스티븐스(Brinke Stevens, 1954년 9월 20일 ~ )는 미국의 배우, 작가, 각본가이다.
샌디에이고에서 태어났다.

## 출연 작품
- 쓰리 스크림 퀸즈 (2014년)
- 디사이플스 (2014년)
- 조나 리브즈 (2012년)
- 더 썸머 오브 매서커 (2011년)
- 조지스 인터벤션 (2009년) - 주디 역
- 블러드 스캐럽 (2008년)
- 카핀 (2008년)
- 테러 툰즈 2 (2007년)
- 브라이언 러브스 유 (2007년)
- 이블 에버 에프터 (2006년)
- 네이키드 몬스터 (2005년)
- 옥토버 문 (2005년)
- 델타델타 다이! (2003년)
- 비셔스 (2003년)
- 여름날 파티에서 대학살 4 (2003년)
- 헬 어사일럼 (2002년)
- 호러버전 (2001년)
- 데몬 러스트 (2001년) - 아만다 역
- 파이터닝 (2001년)
- 사이드쇼 (2000년)
- 써머지드 (2000년)
- 나이트 드림 2 (1998년)
- 크레이지 인디펜던스데이 (1997년)
- 하이브리드 (1997년)
- 오버 더 와이어 (1996년)
- 마사지 (1996년)
- 사이버존 (1995년)
- 엄마는 투명 인간 (1995년)
- 잭코 (1995년)
- 장미의 표적 (1993년)
- 외계인 먼치 (1992년)
- 틴에이지 엑소시스트 (1991년)
- 화성에서 온 악녀 (1991년)
- 스크림 퀸 핫 텁 파티 (1991년)
- 백색 살인 (1991년)
- 혼팅 피어 (1990년)
- 스피리츠 (1990년)
- 몹 보스 (1990년)
- 위험한 살인 (1989, The Jigsaw Murders)
- 살인특급 (1989년)
- 워로드 (1988년)
- 여학생 기숙사 (1988년) - 타피 역
- 비키니 혹성 (1987년)
- 닌자 터프 (1986년)
- 쓰리 아미고 (1986년)
- 엠마뉴엘 4 (1984년)
- 사탄의 여인 (1983년)
- 여름날 파티에서 대학살 (1982년)